# Adolphe II de Nassau (1422-1475)
Pour les articles homonymes, voir Adolphe de Nassau (homonymie) et Adolphe II.
Adolphe II de Nassau-Wiesbaden-Idstein (en allemand : Adolf von Nassau-Wiesbaden-Idstein), né en 1422 et mort le 6 septembre 1475 au château d'Eltfeld (de), fut prince-électeur-archevêque de Mayence de 1462 à 1475.

## Famille
Fils d'Adolphe II de Nassau et de Marguerite de Bade, neveu des archevêques Adolphe Ier de Nassau et Jean II de Bade.

## Biographie
Il est chanoine de Mayence, prévôt de la collégiale Saint-Pierre, proviseur d'Erfurt, préfet de Rustenberg et d'Eichsfeld.
En 1459, Adolphe II de Nassau présenta sa candidature à l'archevêché de Mayence, mais on lui préféra Thierry d’Isembourg-Büdingen. En 1461, à la suite des réformes conflictuelles menées par Thierry d’Isembourg, le pape Pie II nomma Adolphe II de Nassau archevêque de Mayence, tandis que Mayence et sa cathédrale restèrent fidèles à l'archevêque qu'ils avaient élu. Adolphe de Nassau déclara la guerre à son adversaire. Après une guerre sanglante, le conflit ecclésiastique de Mayence, qui dura une année, Adolphe de Nassau s'empara de la ville de Mayence le 28 octobre 1462. Cette guerre fit de nombreux morts, et quatre cents Mayençais trouvèrent refuge à l'étranger, dont Gutenberg. Adolphe II de Nassau retira à la ville les privilèges accordés par Siegfried III von Eppstein, et lui retira son statut de ville libre.
En janvier 1465, Il accorda à Gutenberg une pension à vie et le titre de gentilhomme de sa cour.
En 1470, il ordonna l'expulsion des Juifs résidant à Mayence.
Il accompagne en 1475 l'Empereur Frédéric III qui veut secourir Nuys assiégée par le duc de Bourgogne ; Adolphe, atteint là-bas de maladie, se fait transporter au château d'Eltfeld (de) où il meurt, et est inhumé au monastère d'Eberbach.